# NGC 1392
NGC 1392 è una ipotetica galassia a spirale molto vasta ed estremamente lontana, situata nella costellazione dell'Eridano, a una distanza di circa 1,2 miliardi di anni luce dalla nostra Via Lattea.

## Scoperta
La galassia è stata scoperta il 13 febbraio 1887 dall'astronomo statunitense Lewis Swift.

## Descrizione
L'identificazione di NGC 1392 con quanto osservato da Lewis Swift il 13 febbraio 1887 è estremamente dubitativa, e molti database ritengono che sia più ragionevole considerarlo come un oggetto non trovato o perduto.

## Supernova
L'8 gennaio 1969, all'interno di NGC 1392 è stata scoperta la supernova SN 1969A dall'astronomo messicano Enrique Chavira Navarrete. Non è stato possibile stabilire a quale tipologia appartenesse la supernova.